# Надим (река)
Надим (на руски: Надым) е река в Азиатската част на Русия, Западен Сибир, Ямало-Ненецки автономен окръг, Тюменска област, вливаща се в Обския залив на Карско море.
Дължината ѝ е 546 km, което ѝ отрежда 172-ро място по дължина сред реките на Русия.
Река Надим изтича от източния ъгъл на езерото Нумто, разположено на северния склон на възвишението Сибирски Ували, на 105 m н.в., в северната част на Ханти-Мансийския автономен окръг, Тюменска област (източния ъгъл на езерото е на границата с Ямало-Ненецкия автономен окръг). Близо 350 km реката тече в посока север-североизток през гъсто залесени райони (сибирската тайга), а след устието на река Голяма Хуху – на север-северозапад през лесотундровата зона. На окол 50 km след град Надим се разклонява на отделни ръкави, като образува голяма делета, чрез която се влива в най-южната част на Обския залив на Карско море.
Водосборният басейн на Надим заема площ от 64 хил. km2 и обхваща големи части от Ямало-Ненецкия автономен окръг и малка част от Ханти-Мансийския автономен окръг. В басейна на реката броят на езерата е 11,8 хил. и заемат 5570 km2, което представлява 8,7% от общата площ на водосборния басейн. Повечето от тях 98,5% имат площ под 1 km2, а тези с площ над 10 km2 са пет.
Границите на водосборния басейн на реката са следните:
- на североизток и изток – водосборните басейни на реките Нида и Пур, вливащи се в Обския залив на Карско море;
- на юг и запад – водосборния басейн на река Об.

Общото количество реките, ручеите и протоците във водосборния басейн на Надим са над 2800, от които над 2300 са под 10 km, 54 между 50 и 100 km и 10 над 100 km:
- 434 ← Татлягаяха 130/1900
- 400 ← Симийоган 166/2090
- 299 ← Едъяха 102/949
- 216 ← Танлова 238/6300
- 161 → Лява Хета 357/11300
- 153 ← Дясна Хета 237/4760
- 131 → Хейгияха 243/7910
- 74 ← Танзеда 110/1170
- 19 → Ярудей 257/9630
- ← Голям Ярудей 190/2520

Подхранването на реката е смесено, като преобладава снежното (54%). Пълноводието на Надим през различните години продължава от края на април до началото на август, като се отличава с високо и бързо покачване на нивото на водата и сравнително бавно спадане. Средната продължителност на пълноводието продължава 60-70 дни. Най-малко в горното течение – около 45 дни и най-много в долното течение – над 90 дни. Най-високо водно ниво в долното течение се наблюдава в края на май и началото на юни, а най-ниско през март. Среден годишен отток в устието 590 m3/s. Замръзва през средата на октомври, а се размразява в края на май или началото на юни. Средната продължителност на заледеността на реката е 225-230 дни, а дебелината на леда през март и април достига до 90 см. Пролетния ледоход продължава около 5 дни, а есенния 7-8 дни.
По течението на Надим са разположени само две постоянни населени места: град Надим и село Хоровая в делтата на реката.
Реката е плавателна през летния сезон на 105 km от устието да град Надим. В района на града и при устието на река Лява Хета над реката са изградени два шосейни моста с регионално значение. На различни места, по дъното на реката преминават трасетата на 17 магистрални газопровода от големите газови находища в басейна на река Пур към Европейска Русия и Западна Европа.